# یواس‌اس حواصیل (ای‌ام-۱۰)
یواس‌اس حواصیل (ای‌ام-۱۰) (به انگلیسی: USS Heron (AM-10)) یک کشتی بود که طول آن ۱۸۷ فوت ۱۰ اینچ (۵۷٫۲۵ متر) بود. این کشتی در سال ۱۹۱۸ ساخته شد.